# Datian, Qinglong
Datian (kinesiska: 大田, 大田乡) är en socken i Kina. Den ligger i provinsen Guizhou, i den sydvästra delen av landet, omkring 160 kilometer sydväst om provinshuvudstaden Guiyang. Antalet invånare är 11874. Befolkningen består av 5 836 kvinnor och 6 038 män. Barn under 15 år utgör 35 %, vuxna 15-64 år 56 %, och äldre över 65 år 7,0 %.